# KUROKO∞SHOW
KUROKO∞SHOW(くろこしょー)は、島根県松江市出身の洋介と章吾による二人組のフォークデュオである。
1998年、同高校在学中に黒子ショーという名で結成された。1999年からの週一回の路上ライブ経験を経て、2001年、大阪の音楽専門学校に入学、2年間音楽を学んだ。
2003年から、KUROKO∞SHOWに改名、路上ライブの拠点を大阪心斎橋の商店街に移し、2005年3月、ミニアルバム「SSW」を製作、300枚を大阪、島根で発売する。
2006年1月、活動場所を地元島根に移し、活動を再開する。
2006年9月、マキシシングル「about you」、2007年8月、ミニアルバム「infinity」をリリース、2009年5月にデビューシングル「RIFF-RAIN」を発売、2010年6月から鳥取県は米子市に新しくできたラジオ局「DARAZ FM」でのレギュラー放送が開始、ラジオスタイルは自身のマネージャーと3人でパーソナリティを務めている、ちなみにマネージャーのパーソナリティ名は「大栗 純」と言う、昨年 鳥取県は米子市にある大山で行われたイベント「バーガーフェスタ VoL,1」のテーマソングを歌う、このフェスタには全国各地から人々がかけつけ2日間でのべ2万人の人が会場に足を運んだ、2010年8月には待望の2nd シングルが全国発売決定

## メンバー
- 黒田 洋介（ようすけ、1982年7月10日生まれ）：ボーカル、ギター、作詞、作曲

母親は音楽教師
- 高本 章吾（しょうご、1982年1月5日生まれ）：ボーカル、ギター、作曲

母親は音楽教師

## 作品
- シングル

about you (2006年9月発売)
- アルバム

ミニアルバム SSW (2005年3月発売)
販売は終了している。
ミニアルバム infinuty (2007年8月発売)
- デビューシングル

RIFF-RAIN (2009年5月発売)
- 2nd シングル

WONDER WORLD (2010年8月発売)
（KUROKO∞SHOW　biography）
【1998～2000】
黒田洋介と高本章吾は同高在学中に出会い、『黒子ショー』を結成。
地元島根県JR松江駅にて路上ライブデビューを果たし、様々なメディアでとりあげられる。
【2001～2002】
大阪の音楽専門学校に共に通い、TEEN's Festival予選に出場し、激励賞を受賞する。
音楽雑誌ソニーマガジンズ「Pati Pati」にインタビュー掲載。
KBS京都ラジオ「森脇健治のサタデーミーティング」にTKOらと共演をし、2002年の一番心に残ったアーティストに選ばれ、再出演をする。
【2003～2005】
『KUROKO∞SHOW』に改名。
original mini Album『SSW』を発売（2005年3月）。関西、山陰にて300枚完売。
【2006～2008】
地元島根に活動拠点を移す。
Maxi Single『About you』を発売（2006年9月）。
様々なコンテストに出場し、グランプリなど数々の賞を受賞。メディアなどで多くとりあげられる。
100枚完全限定CD『ラブコン』を発売、即完売（2006年12月）。
Mini Album『infinity』レコ発ワンマンライブにて120人を動員。（2007.08.07）
Mini Album『infinity』を発売。（2007.08.08）
KUROKO∞SHOWワンマンライブ「Ya!Ya!Ya!」開催。133人を動員。（2008.08.08）
【2009】
1stデビューシングル『RIFF-RAIN』を発売。（2009.05.30）
KUROKO∞SHOWワンマンライブ『RIFF-RAIN』開催。約130人を動員。（2009.06.05）
全国各地から2日間で約2万人来場のとっとりバーガーフェスタでゲストライブ出演をし、バーガーフェスタのテーマソング『バーガーソング』を会場限定にて発売（2009年11月）。
【2010】
6月よりDARAZ FM「Evening DA Radio」のKUROKO∞SHOWレギュラー番組スタート。
8月より2nd シングル「WONDER WORLD」が全国発売決定